# Elke Jensen

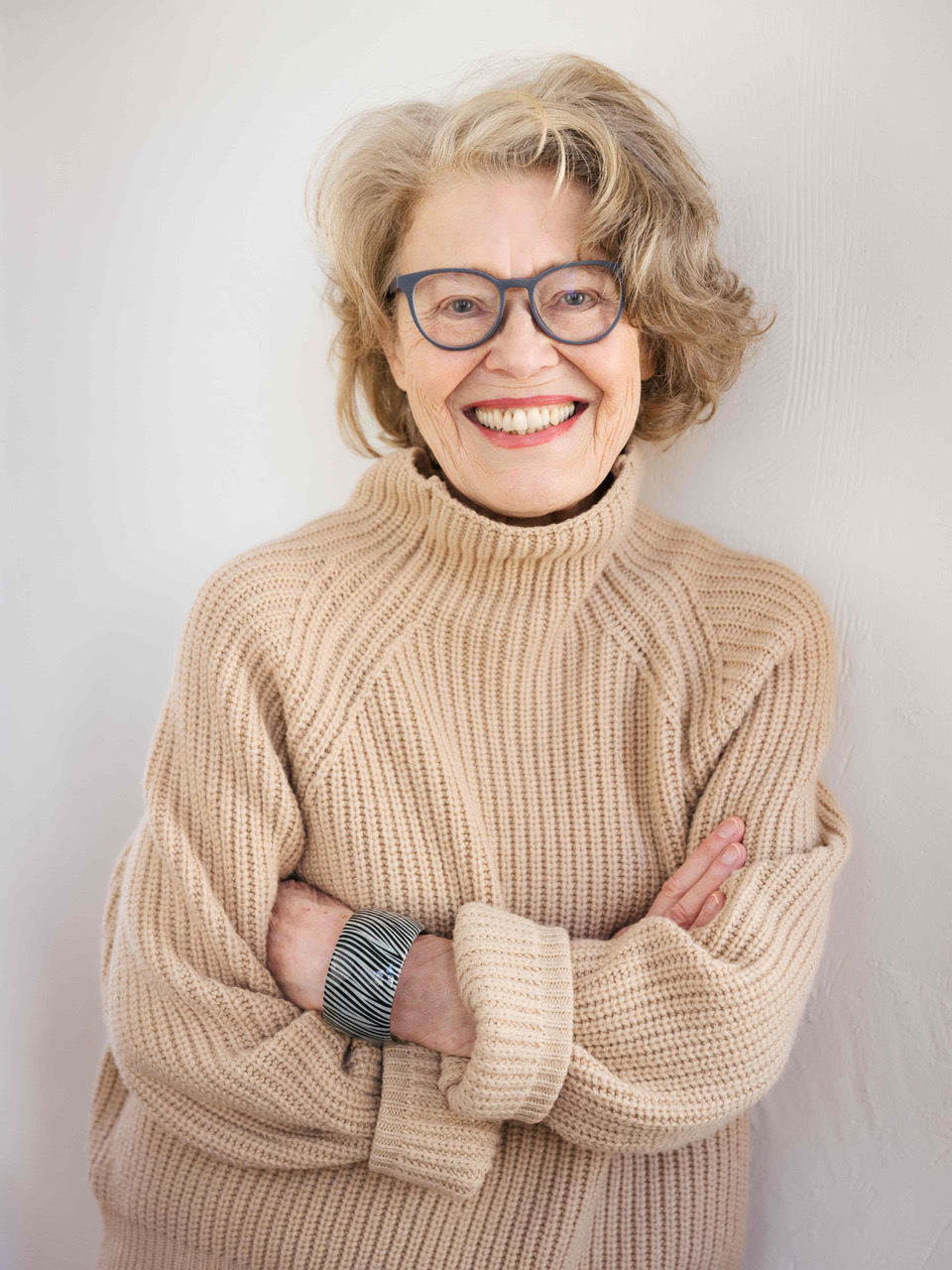
Elke Jensen (2022)

Elke Jensen (* 14. November 1949 in Kiel) ist eine deutsche Produktdesignerin und Unternehmerin. Sie war von 2000 bis 2015 Professorin an der AMD Akademie für Mode und Design Hamburg. 

## Leben und Wirken
Elke Jensen studierte an der Muthesius Kunsthochschule Kiel Produktdesign mit dem Schwerpunkt auf Möbel. Dieses Studium setzte sie in Würzburg fort, bevor ihr beruflicher Weg sie nach Hamburg, wieder nach Norddeutschland führte. Sie eröffnete 1983 ihre eigene Galerie unter dem Namen Form und Funktion mit einem Schwerpunkt auf Design und Kunst, und leitete diese nach Umbenennung in Galerie Jensen  in Hamburg-Eppendorf rund 15 Jahre lang. Zudem war sie freiberuflich als Designberaterin für Räume und Produkte tätig.
Von 2000 bis 2015 lehrte Elke Jensen als Professorin im Bereich Design an der AMD Akademie für Mode und Design Hamburg. Ehrenamtlich engagiert sich Jensen im Vorstand der internationalen Künstlerinnen-Stiftung Die Höge. Von 2001 bis 2004 war Elke Jensen künstlerische Leiterin des Artist-in-Residence-Programms auf dem Stiftungshof der Höge in Högenhausen bei Bremen. Sie steht der Stiftung seit 2008 als 1. Vorstand vor. Zudem ist sie Gründungsmitglied der Plattform Kultwerk West e.V. und initiierte 2019 das Label ToSomKom.
Im Jahr 2019 gründete Elke Jensen ein Start-up, die CityCaddy UG (haftungsbeschränkt), deren geschäftsführende Gesellschafterin sie ist. Der CityCaddy, ein von ihr entwickeltes Produkt, ist eine Gehhilfe für betagte Menschen, die die Produktlücke zwischen einem Einkaufswagen und einem klassischen Rollator füllt und definiert. Für das Projekt wurde Elke Jensen 2023/24 als Kultur‑ und Kreativpilotin Deutschland im Rahmen einer bundesweiten Initiative des Bundesministeriums für Wirtschaft und Klimaschutz ausgezeichnet. Ihre Produktentwicklung wurde in der Rubrik FOCUS Special Mention 2024 beim Internationalen Designpreis Baden-Württemberg ausgezeichnet.